# حداکثرسازی سود

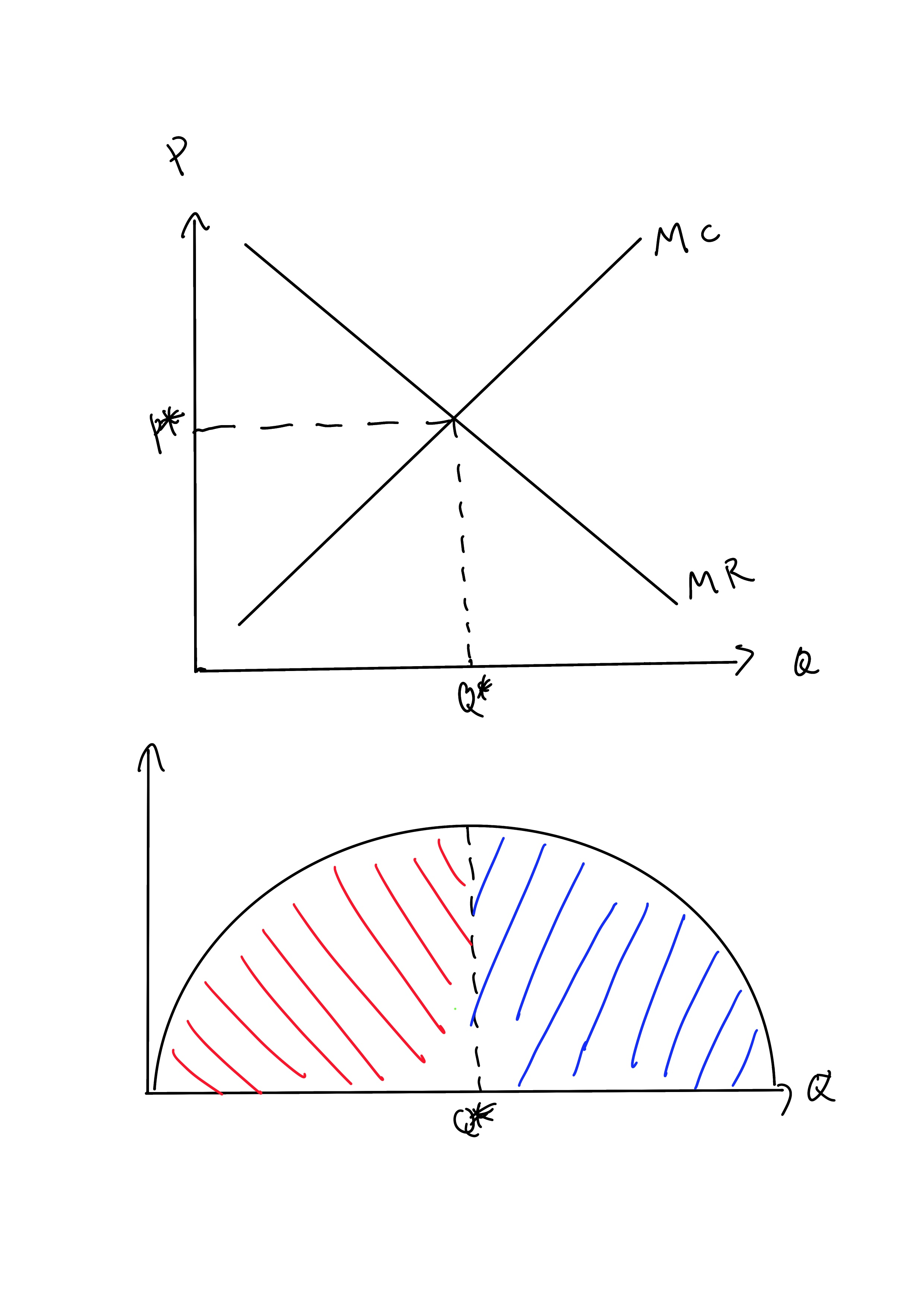
نمودار مثالی از حداکثرسازی سود: در نمودار عرضه و تقاضا، خروجی از نقطه تقاطع (درآمد نهایی) و (هزینه نهایی)، که در آن. گفته می‌شود شرکتی که در این سطح خروجی دارد سود را به حداکثر می‌رساند. اگر خروجی تولید شده کمتر از مقدار تعادل باشد: همان‌طور که در قسمت قرمز نشان داده شده‌است بزرگتر از می‌شود ، و سود به حداکثر نمی‌رسد. به نفع شرکت است که سطح تولید خود را برای به حداکثر رساندن سود افزایش دهد، زیرا درآمد به دست آمده بیشتر از هزینه پرداختی است. با این حال، اگر سطح خروجی بیشتر از باشد: همان‌طور که در قسمت آبی نشان داده شده‌است، سود کلی شرکت کاهش می‌یابد زیرا هر واحد اضافی تولید شده هزینه کلی را افزایش می‌دهد. در اینجا نیز سود به حداکثر نمی‌رسد و شرکت برای به حداکثر رساندن سود باید سطح تولید خود را کاهش دهد.

در علم اقتصاد، حداکثرسازی سود فرایند کوتاه مدت یا بلندمدتی است که توسط آن یک شرکت ممکن است سطوح قیمت، ورودی یا خروجی خود را به نحوی تغییر دهد که منجر به بالاترین سود کل ممکن (یا به‌طور خلاصه فقط سود) شود. در اقتصاد نئوکلاسیک، که در حال حاضر رویکرد جریان اصلی در اقتصاد خرد است، شرکت به عنوان یک «کارگزار عقلایی» (چه در یک بازار کاملاً رقابتی یا در غیر این صورت) فرض می‌شود و شرکت می‌خواهد سود کل خود را به حداکثر برساند. در اینجا سود کل تفاوت میان درآمد کل و هزینه کل تعریف می‌شود.
شرکت‌ها معمولاً اطلاعات قابل اعتماد لازم برای تعیین هزینه‌ها در تمام سطوح تولید را ندارند در نتیجه اندازه‌گیری هزینه کل و درآمد کل اغلب غیر عملی است. در عوض شرکت‌ها با اتخاذ رویکردی عملی تر، به بررسی اینکه چگونه تغییرات کوچک در تولید بر درآمدها و هزینه‌ها تأثیر می‌گذارد می‌پردازند. هنگامی که یک شرکت یک واحد محصول اضافی تولید می‌کند، درآمد اضافی حاصل از فروش آن را درآمد نهایی ({\displaystyle {\text{MR}}}) و هزینه اضافی برای تولید آن واحد را هزینه نهایی ({\displaystyle {\text{MC}}}) می‌نامند. زمانی که سطح تولید به گونه ای باشد که درآمد نهایی برابر با هزینه نهایی باشد ({\displaystyle {\text{MR}}={\text{MC}}})، سپس گفته می‌شود که سود کل شرکت حداکثرسازی شده‌است. اگر درآمد نهایی بیشتر از هزینه نهایی باشد ({\displaystyle {\text{MR}}>{\text{MC}}}) در این صورت سود کل آن به حداکثر نمی‌رسد و شرکت می‌تواند واحدهای اضافی را برای کسب سود اضافی تولید کند. به عبارت دیگر، در این حالت، به نفع «عقلانی» شرکت است که سطح تولید خود را تا حداکثر شدن سود کل افزایش دهد. از سوی دیگر، اگر درآمد نهایی کمتر از هزینه نهایی باشد ({\displaystyle {\text{MR}}<{\text{MC}}}) بنابراین، سود کل آن نیز به حداکثر نمی‌رسد، زیرا تولید یک واحد کمتر، هزینه کل را بیش از کل درآمد به دست آمده کاهش می‌دهد، در نتیجه سود کل بیشتری به شرکت می‌دهد. در این مورد، یک شرکت «عقلانی» انگیزه ای برای کاهش سطح تولید خود دارد تا زمانی که سود کل آن به حداکثر برسد.

## نگارخانه

حداکثرسازی سود با استفاده از منحنی درآمد کل و هزینه کل یک رقیب کامل
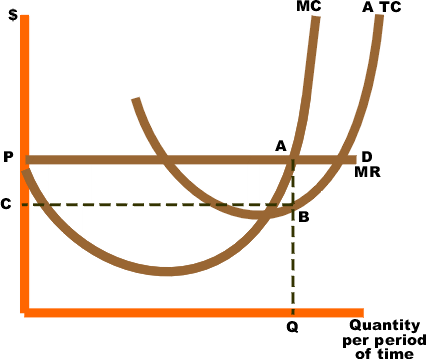
حداکثرسازی سود با استفاده از منحنی‌های درآمد نهایی و هزینه نهایی یک رقیب کامل
تعیین قیمت توسط یک انحصارگر

## استنادات درون‌خطی
1. ↑  Karl E. Case; Ray C. Fair; Sharon M. Oster (2012), Principles of Economics (10 ed.), Prentice Hall, pp. 180–181